# Walter Sohnle
Walter Sohnle (* 17. Juni 1944 in Augsburg) ist ein ehemaliger deutscher Fußballspieler.

## Karriere
Sohnle begann 1965 seine Profikarriere beim TSV Schwaben Augsburg. Ab 1969 spielte er für den FC Augsburg, der aus dem Zusammenschluss von TSV Schwaben Augsburg mit dem BC Augsburg hervorging. Zwei Jahre später verließ Sohnle den FC Augsburg und wechselte zum TSV 1860 München. 1974 verkündete der damals dreißigjährige Sohnle das Ende seiner Profikarriere.

## Erfolge
Aufgrund seines fußballerischen Könnens wurde Sohnle in die Amateur-Nationalmannschaft als Abwehrspieler aufgenommen. Er bestritt anschließend unter Trainer Jupp Derwall insgesamt 16 Amateur-Länderspiele. Seinen ersten Einsatz als Amateur-Nationalspieler hatte Sohnle am 7. April 1970 gegen Österreich.
Sohnle stand zudem in der Vorauswahl für das deutsche Fußballteam der Olympischen Sommerspiele 1972 in München.